# Schwitten
Schwitten liegt seit der kommunalen Neugliederung 1975 in der nordrhein-westfälischen Stadt Menden (Sauerland), Märkischer Kreis.
Bis Ende 1974 existierte die Gemeinde Schwitten, Amt Menden, Kreis Iserlohn. Im Gebiet dieser Gemeinde lag neben Schwitten auch Brockhausen.

## Geografie
Zur geografischen Lage: Im Norden, zirka 130 Meter über NN, bildet die Ruhr die Grenze. Geländeanstieg zum Süden hin, getrennt durch die Bundesstraße 7 (B 7) bis zur Lahrberg-Höhe zirka 305 Meter über NN. Anschließend an die Dorflage nach Süden hin ergeben sich einladende Waldgebiete, vorwiegend mit Mischwald, vereinzelt Fichtenbestände. Ausgeschilderte Wanderwege, so der Schwittener Rundweg (eingeteilt in drei Streckenführungen), eingerichtet und betreut von der CDU-Ortsunion, führen durch Wald und Felder.
Am 1. Juli 2017 hatte der „Ortsteil Schwitten“ 2426 Einwohner.

### Naturschutzgebiet „Ententeich“
Südlich der Ruhr erstreckt sich das Naturschutzgebiet „Auf dem Stein“ mit dem Ententeich von Oberstade bis Dentern. Es stellt einen durch das Wasser der Ruhr gebildeten, neben dieser befindlichen Teich dar.
Es darf wegen des besonderen Schutzes der Tier- und Pflanzenwelt nicht betreten werden. Lediglich im westlichen Teil existiert ein Zugang für Angler, die einen kleinen Teil bewirtschaften.

### Dorfteile und Einzelhöfe
Es besteht ein Ortskern und mehrere am Ortsrand gelegene Einzelhöfe. Das Gebiet der Gemeinde Schwitten bestand früher neben dem eigentlichen Dorf Schwitten aus folgenden 18 Wohnplätzen (alphabetisch geordnet):
- Barge
- Brakel – südlich der B 7 gelegen, reicht es von Kühlsen bis nach Wimbern/Wickede.
Der Fachwerkbau auf dem Hof Linhoff – Kühlsen stammt laut einer Inschrift auf einem Torbalken aus dem Jahr 1764. Der älteste Hof (anno 1732 28. May) ist der Hof Bilstein zu Brakel, angrenzend an die Gemeinde Wickede-Wimbern.
- Brockhausen – beidseits der B 7 gelegen in Richtung Wimbern/Wickede.
Der an der B 7 gelegene Dorfteil ist bäuerlich geprägt. In ihm liegt die ehemalige Gaststätte Oesterberg, heute Bauernstube, mit der wohl ältesten Schankkonzession in der gesamten Region.
- Dahlsen – südlich der B 7 gelegen.
Hier ist der vorwiegend landwirtschaftlich genutzte Hof Wiethmann mit einem Hofladen und einer privaten Reitanlage gelegen.
- Dentern – ruhraufwärts nördlich der B 7 gelegen, bis nach Kühlsen reichend.
Auf dem Hof Korte – Dentern wird ein anerkannter Schweinemastbetrieb auf ökologischer Basis mit einem Hofladen betrieben. Früher gehörte der Hof Korte – Dentern entsprechend einer Urkunde von 1791 zu Kloster Scheda.
- Korbe
- Kühlsen – nördlich der B 7 gelegen, reicht es bis nach Brakel.
- Lahr – grenzt an Rohaus (und das Nachbardorf Oesbern).
- Niederbarge
- Oberstade – östlich von Niederstade, verläuft es südlich längs der Ruhr bis Dentern.
Der Hof Oberstade besteht aus einem Haupthaus, verschiedenen landwirtschaftlichen Gebäuden, einer Kornbrennerei und drei Bedienstetenhäuser.
- Ohl – Westlich der B 7 zur Fröndenberger Straße hin gelegen.
- Niederstade – verläuft von der Ruhrbrücke/Wasserwerk südlich der Ruhr bis Oberstade.
Der Hof Niederstade wurde nach einem Brand 1864 in der heutigen Form neu erbaut. Das Gebäude hat eine schöne Fassadenbegrünung.
- Rohaus – bildet den südöstlichen Rand des Ortes Schwitten und grenzt an Oesbern
- Sellhausen – an der B 7 liegt es südlich des Dorfes Schwitten und grenzt an Lahr.
- Schwitterknapp – beiderseits der B 7 von Sellhausen bis zur ehemaligen Gaststätte Bellevue.
- Schwitterberg – beiderseits der B 7 von der ehemaligen Gaststätte Bellevue bis Dahlsen.
- Werringsen
- Wunne – zwischen Dorf Schwitten und der Gemeinde Bösperde gelegen.

## Geschichte
Schwitten wird 1281 erstmals urkundlich genannt. Die Gemeinde Schwitten hatte 1961 eine flächenmäßige Größe von 11,62 Quadratkilometern mit 1671 Einwohnern. Am 27. Mai 1970 wurden 2081 Einwohner gezählt. Am 30. Juni 1974 wurden 2261 Einwohner ermittelt.
Am 1. Januar 1975 wurde Schwitten in die Stadt Menden (Sauerland) eingegliedert.

## Politik

### Wappen

Gemeindewappen der ehemaligen Gemeinde Schwitten

Das Wappen der ehemaligen Gemeinde Schwitten wurde am 15. April 1937 verliehen. Nachfolgend die heraldische Beschreibung des Wappens: „Von Silber und Rot geteilt, oben drei aus der Teilung hervorwachsende rote Spitzen, darüber drei balkenweise gestellte rote Rosen mit silbernen Kelchblättern und Butzen, unten ein gestürztes silbernes Faßeisen.“ Die Spitzen und Rosen sind einem Wappen entnommen, das der Familie Cosack auf dem Hof Oberstade an der Ruhr zugeschrieben wird. Das Faßeisen sowie die Farben Silber-Rot entstammen dem Amtswappen von Menden.

### Partnerschaft
Seit 1968 besteht eine Partnerschaft mit dem französischen Lestrem. Eine im Westen Schwittens gelegene Straße wurde als „Lestremer Straße“ der Partnergemeinde gewidmet. Im Oktober 2008 feierte die Städtepartnerschaft ihr 40-jähriges Bestehen.

## Sehenswürdigkeiten

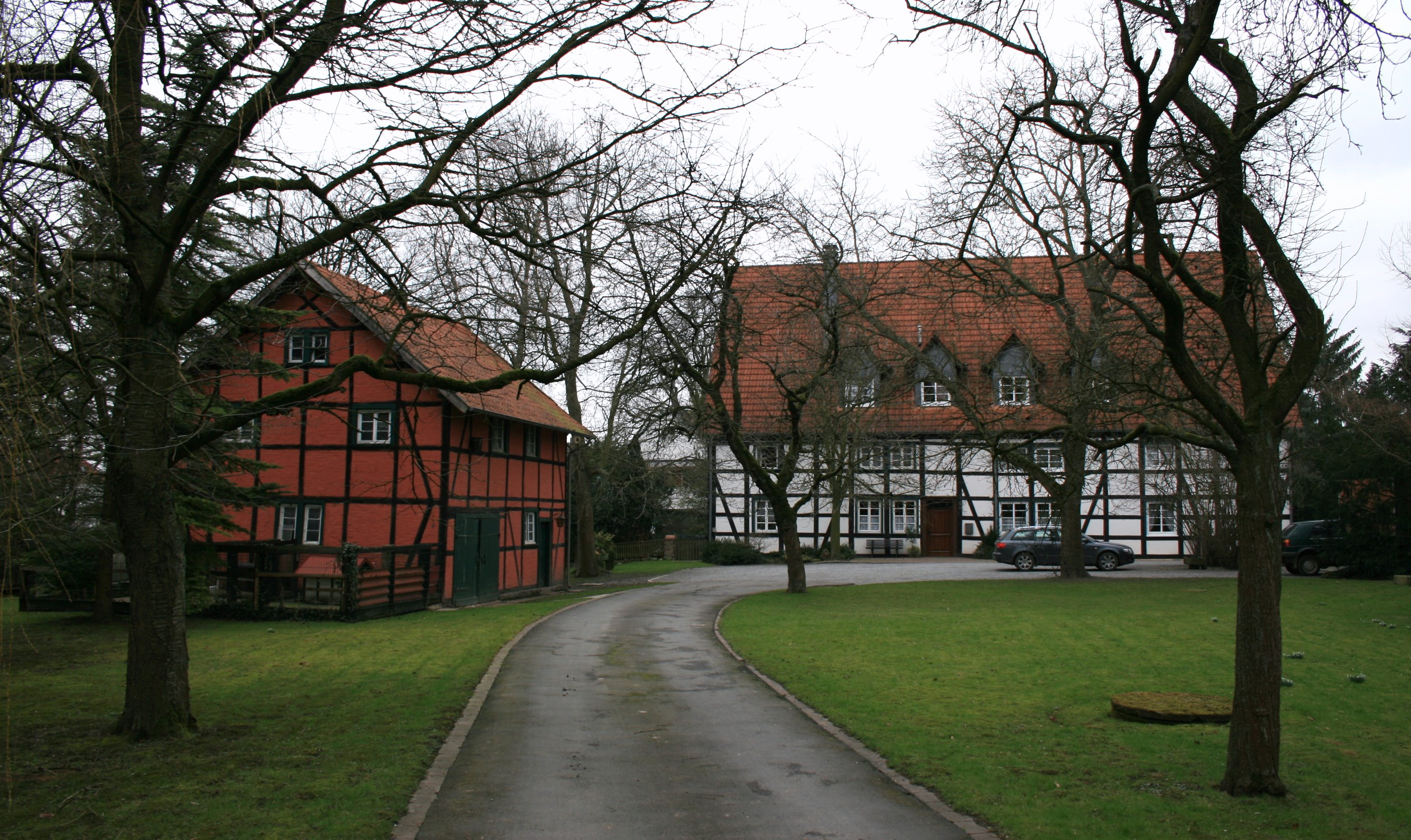
Fachwerkhäuser

### Ehrenmal
Das hinter der Kirche befindliche Kriegerdenkmal („Ehrenmal“) erinnert mit Gedenktafeln an die Gefallenen aus dem Ersten und Zweiten Weltkrieg. Ursprünglich befand es sich in der Einmündungszone zwischen der Friedrichstraße und der B 7 und musste dort aus verkehrstechnischen Gründen weichen.

### Denkmalgeschützte Bauernhäuser
Neben diesem Denkmal im engeren Sinne befinden sich in Schwitten, teils etwas versteckt, teils dem Betrachter offensichtlich zugewandt, einige denkmalgeschützte Bauernhäuser. Die meisten davon sind liebevoll restauriert und befinden sich in einem guten Zustand. Die Größe der Höfe variiert, jedoch befinden sich im Ortskern allein vier Höfe mit 15 und mehr Gefachen. Es herrscht der Bautyp des „niederdeutschen Hallenhauses“ vor, also einem Bauernhaus mit großem Deelentor und Längsdiele.

### Weitere interessante Bauten
Neben den eigentlich denkmalgeschützten Bauernhäusern sind einige andere Hofstellen zu erwähnen: Beim Hof Rügge handelt es sich um einen zu Wohnzwecken und einer Kanzlei renovierten Althof. Nach einem Brand im Jahr 1994 wurde der Hof Düser zu Wohnzwecken umgebaut. Die Hofstelle Wulf ist ein vollständig renoviertes Fachwerkhaus mit alter Kötterstelle. Auf dem Türbalken ist eine Inschrift "Anno 1788" verzeichnet. Auf dem Hof Ostermann mit zahlreichen alten Eichen, Eschen und Pappeln befindet sich ein renoviertes Backhaus, in der Wiese am Hof sieht man einige künstlerische Attribute. Der Hof Friedrich, mit zwei schönen alten Linden an der Friedrichstraße gelegen, ein altes Fachwerkhaus von 1841, wurde im Jahr 2000 renoviert. Ebenfalls an der Friedrichstraße liegt die alte Mühle, heute für Wohnzwecke renoviert.

### Kirche und Kapellen

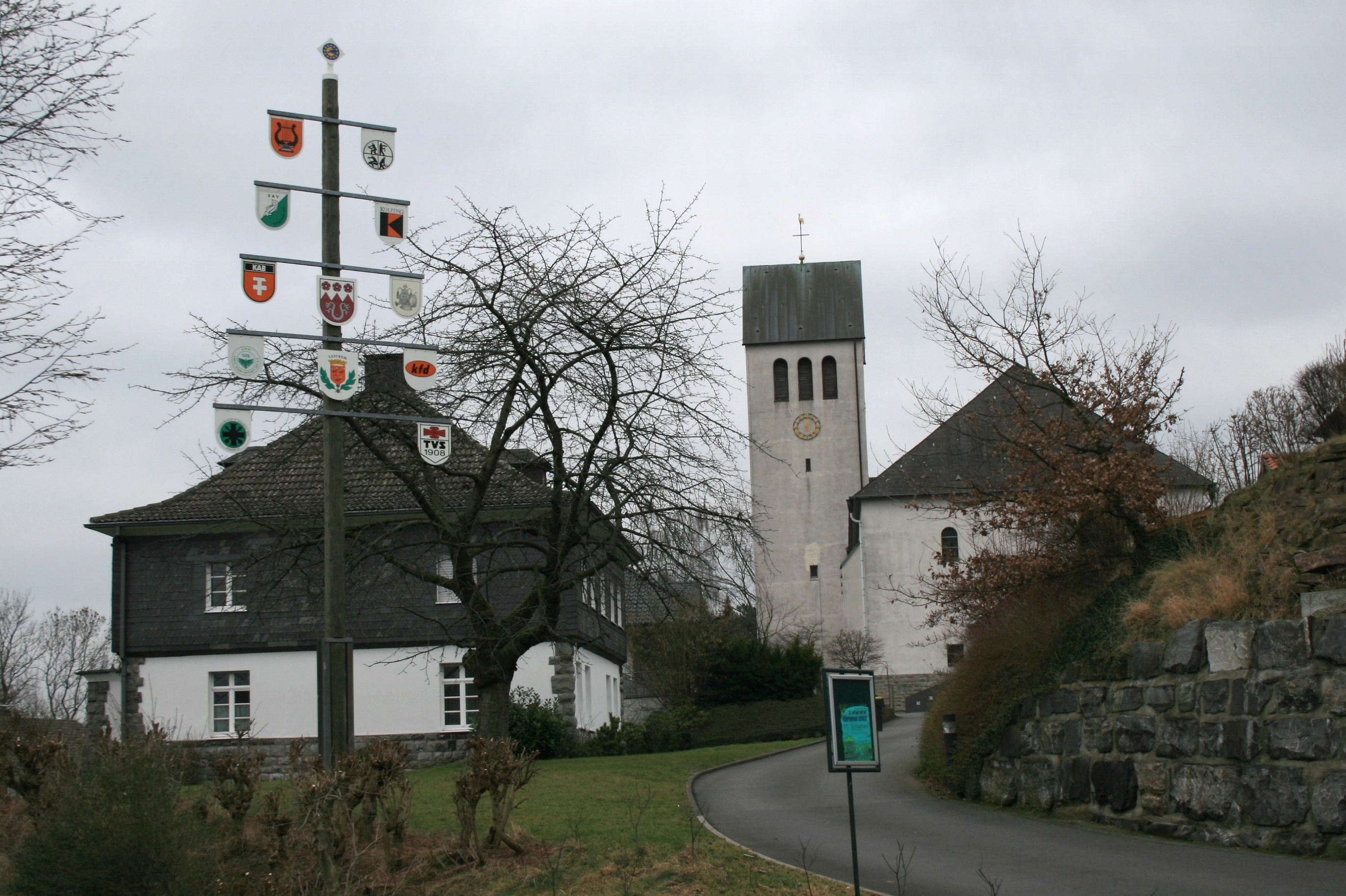
„Mariä Heimsuchung und St. Apollonia“

Schwittens Bürger sind überwiegend katholisch. Die einzige Kirche des Ortsteils ist „St. Apollonia und Mariä Heimsuchung“. Neben der Kirche steht das Pfarrhaus (Vikarie) und das Pfarrheim, das mehrere Räume für die Jugend- und Seniorenarbeit vorhält. Das Pfarrheim wird für Veranstaltungen und Feiern der Verbände und Vereine und von Familien genutzt.
Zwei Kapellen befinden sich an der Straße Am Schwarzkopf („Mutter-Gottes-Kapelle“ und „Lahr-Kapelle“), zwischen der B 7 und Lahrfeld gelegen, sowie an der Schwitter Dorfstraße in Richtung Niederstade im Kreuzungsbereich des Weges am Flurstück „Auf dem untersten Undank“.

### Bildstock
Zwischen dem Hof Niederstade und dem Ortskern ist im Feld ein kleiner Bildstock zu sehen, der zum Hof Schulte-Filthaut gehört.

## Vereine/Gemeinschaften
- Kolpingsfamilie Schwitten
- Sport-Angler-Verein Schwitten
- Feuerwehr Menden, Löschgruppe Schwitten
- Frauengemeinschaft KfD
- TV Menden-Schwitten
- DJK Grün-Weiß Menden
- Katholische Arbeitnehmer-Bewegung KAB
- St. Sebastianus Schützenbruderschaft
- Männergesangverein Liederkranz
- Singkreis
- Schulförderverein
- Schachgemeinde Schwitten
- Spielmannszug „In Treue Fest“ Schwitten
- Partnerschaft Schwitten–Lestrem e. V.
- Cantabo.

## Wirtschaft und Infrastruktur

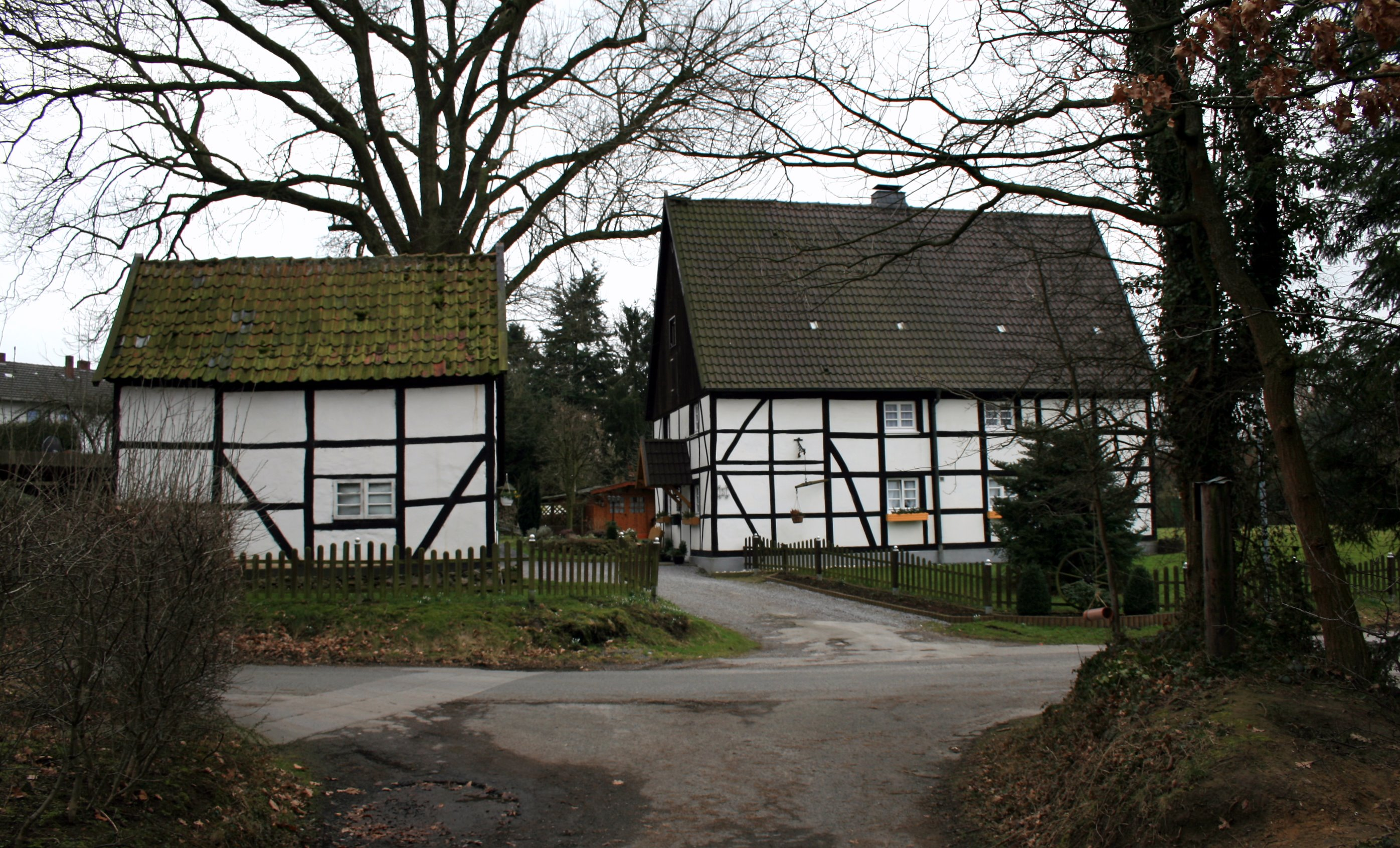
Fachwerkhäuser

Schwitten ist ein ländliches Wohndorf. Viel Landwirtschaft befindet sich im Ortsteil und um ihn herum. Ausgedehnte Waldgebiete, das malerische Unterdorf sowie die sogenannte „Schwitter Heide“ – in Nieder- und Oberstade längs der Ruhr – laden zum Spaziergang ein.
Als Geschäfte im Kern des Ortes sind zwei Friseursalons, eine Bäckereifiliale, ein Partyservice und eine Nachhilfeschule zu erwähnen. Eine Bankfiliale und vier Autohändler runden das Angebot ab. Ein großes Kaufhaus befindet sich im Gewerbegebiet Wunne am Ortsrand zu Bösperde hin. Dort sowie an der B 7 haben sich einige metallverarbeitende Firmen angesiedelt. Einige Bauernhöfe bieten Bio-Artikel und eigene Produkte in Hofgeschäften an.
Ansonsten wird in Schwitten auf den Bau, Verkauf und die Vermietung von Immobilien gezählt. Im Neubaugebiet „Hinterm Garten“, zwischen Franz-Lehar-Straße, Wehrschau und Bösperder Weg gelegen, an der nach der französischen Partnerstadt Schwittens benannten „Lestremer Straße“ und auf dem Gelände der im Jahr 2008 abgerissenen Gaststätte „Zur Sonne“ wurden und werden viele neue Ein- oder Mehrfamilienhäuser errichtet.
Direkt am Ort vorbei verläuft die Bundesstraße 7.
In Schwitten befinden sich der Katholische Kindergarten „St. Apollonia“ die St.-Michael-Schule Schwitten und die Turnhalle.
Nicht mehr existente Betriebe oder Einzelhandelsgeschäfte des Dorfgeschehens waren:
- Gaststätte Bellevue
- Gaststätte Zum Kirschbaum
- Gaststätte Strathmann
- Gaststätte Zur Sonne
- Lebensmittelgeschäft Hamer
- Lebensmittelgeschäft Huckschlag
- Lebensmittelgeschäft Schröder
- Metzgerei Hans
- Schuster Bilstein.